# Chiesa di Sant'Elena Imperatrice (Tula, Italia)
La chiesa di Sant'Elena Imperatrice è un edificio religioso situato a Tula, centro abitato della Sardegna settentrionale.
Edificata nel 1898 e consacrata al culto cattolico, è sede dell'omonima parrocchia e fa parte della diocesi di Ozieri.

## Galleria d'immagini

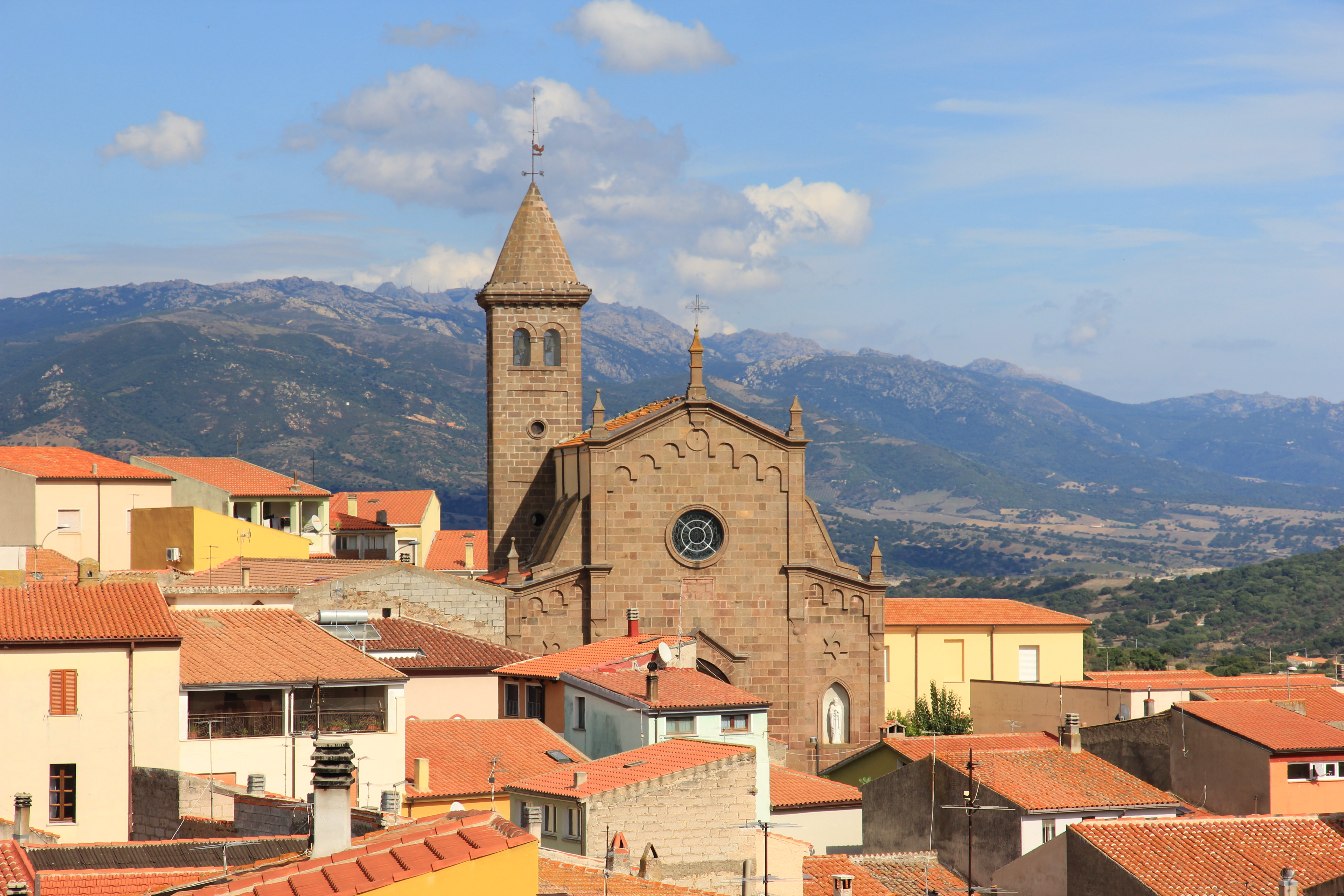
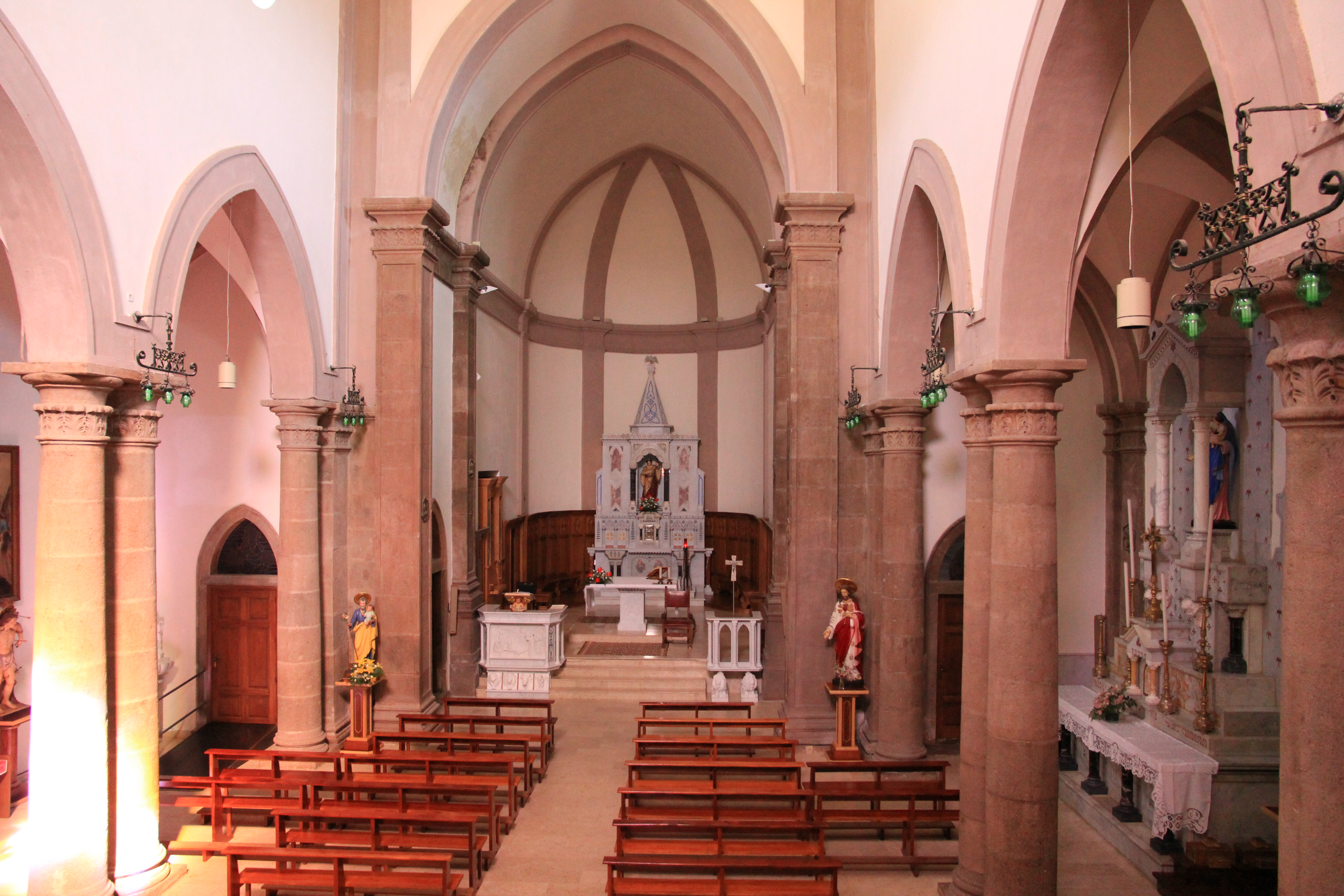
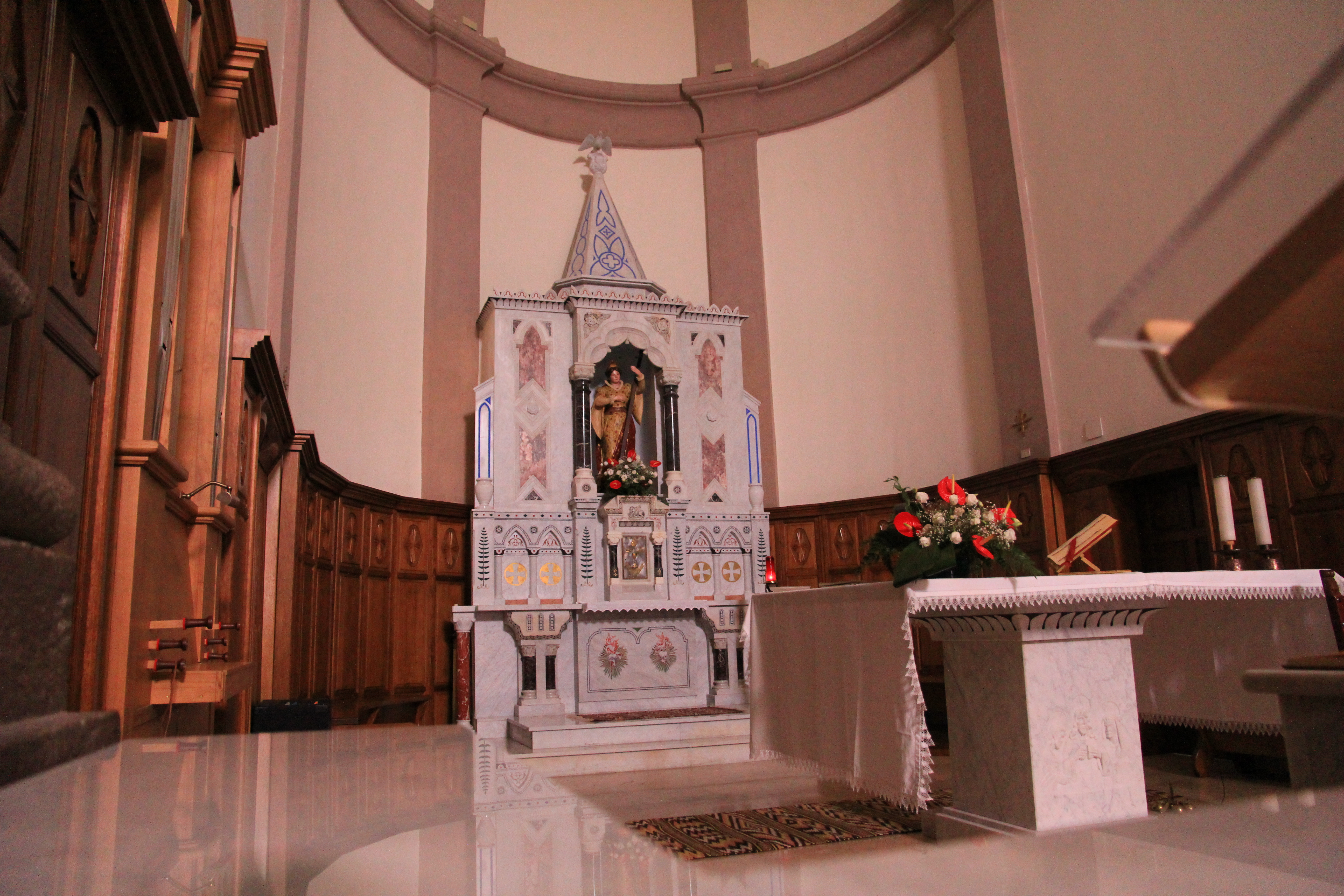
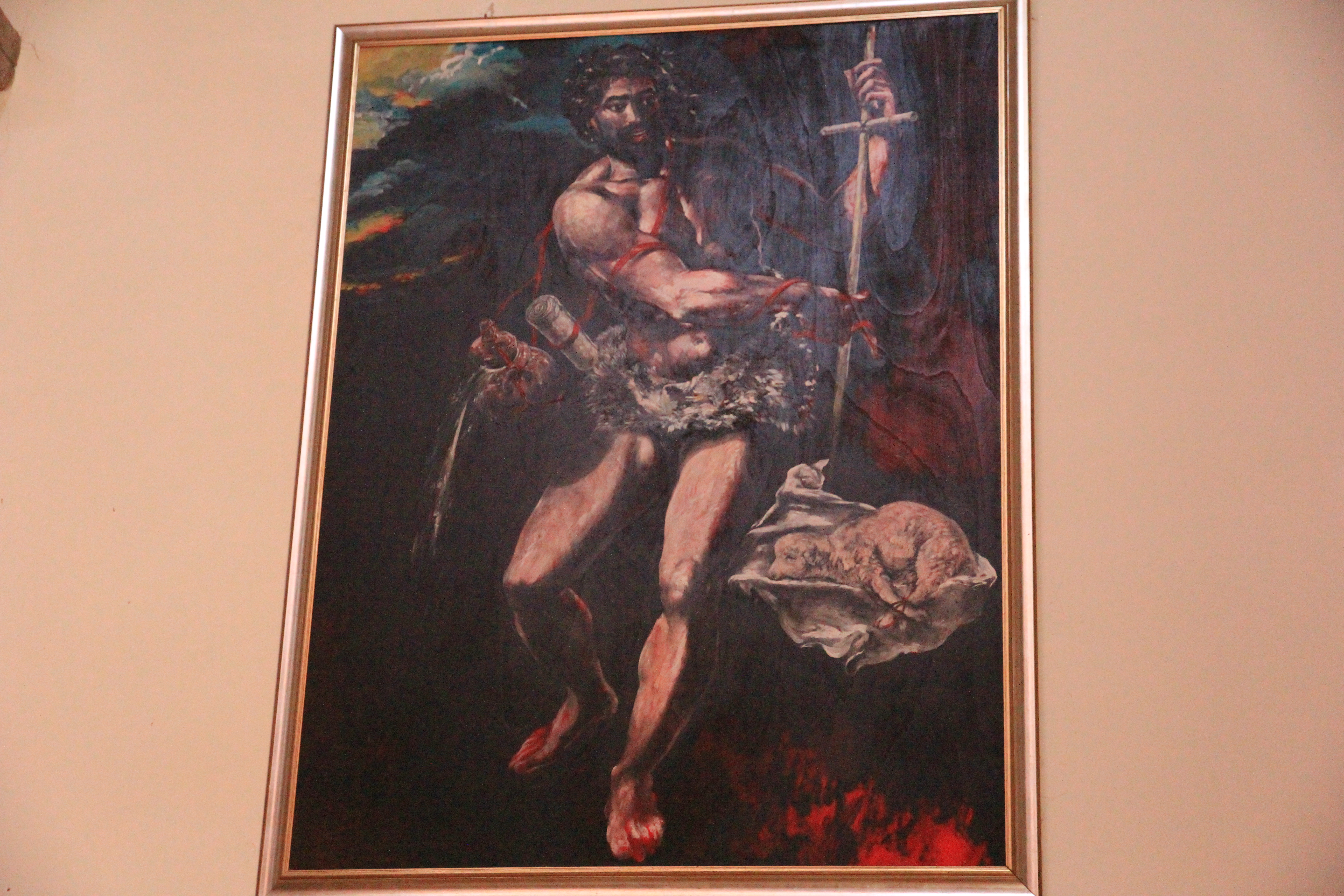